# Sciaenophilus tenuis
Sciaenophilus tenuis är en kräftdjursart som beskrevs av van Beneden 1852. Sciaenophilus tenuis ingår i släktet Sciaenophilus och familjen Caligidae. Arten har ej påträffats i Sverige. Inga underarter finns listade i Catalogue of Life.